# Фокин, Валерий Валерьевич
Валерий Валерьевич Фокин (род. 31 мая 1971) — российско-американский химик.

## Биография
В 1993 году Валерий Фокин окончил химический факультет Нижегородского государственного университета имени Н. И. Лобачевского. В 1998 году в Университете Южной Калифорнии получил степень PhD. Постдокторскую стажировку в области каталитического окисления алкенов Фокин проходил в Исследовательском институте Скриппса. В 2000 году в этом институте он получил должность ассистента (Assistant Professor) а в 2006 году — доцента (Associate Professor). В 2012 году Фокин стал приглашенным профессором кафедры «Инновационная фармацевтика и биотехнология» МФТИ по гранту Правительства России. С 2015 года Фокин занимает должность профессора химии в Университете Южной Калифорнии. Фокин — президент Русско-Американской научной ассоциации RASA-USA в 2016—2018 годах.

## Научная деятельность
В 2002 году группа датского химика Мортена Мельдаля и группы Барри Шарплесса и Валерия Фокина, независимо друг от друга открыли реакцию катализируемого азид-алкинового циклоприсоединения. Несмотря на то, что датские учёные открыли реакцию первыми, они не усмотрели в ней значимого потенциала, проведя её на пептидах в органических растворителях. Группы же Шарплесса и Фокина описали реакцию как позволяющую достичь «беспрецедентного уровня селективности, надежности и применимости в тех случаях, когда необходимо создать ковалентные связи между разнообразными строительными блоками». В сентябре 2013 года специалисты Thompson Reuters назвали Валерия Фокина и Барри Шарплесса кандидатами на получение Нобелевской премии по химии. В 2022 году Нобелевская премия за развитие методов клик-химии была вручена Барри Шарплессу совместно с Мортеном Мельдалем и Каролин Бертоцци. В. В. Фокин в число лауреатов не попал.